# Wydłużenie płata
Wydłużenie płata – miara smukłości płata i oznaczane jest wskaźnikiem {\displaystyle \lambda .} Oblicza się je, dzieląc kwadrat rozpiętości przez powierzchnię nośną.
{\displaystyle \lambda ={\frac {b^{2}}{S}},}
gdzie:
{\displaystyle b} – rozpiętość płata,
{\displaystyle S} – powierzchnia nośna płata.

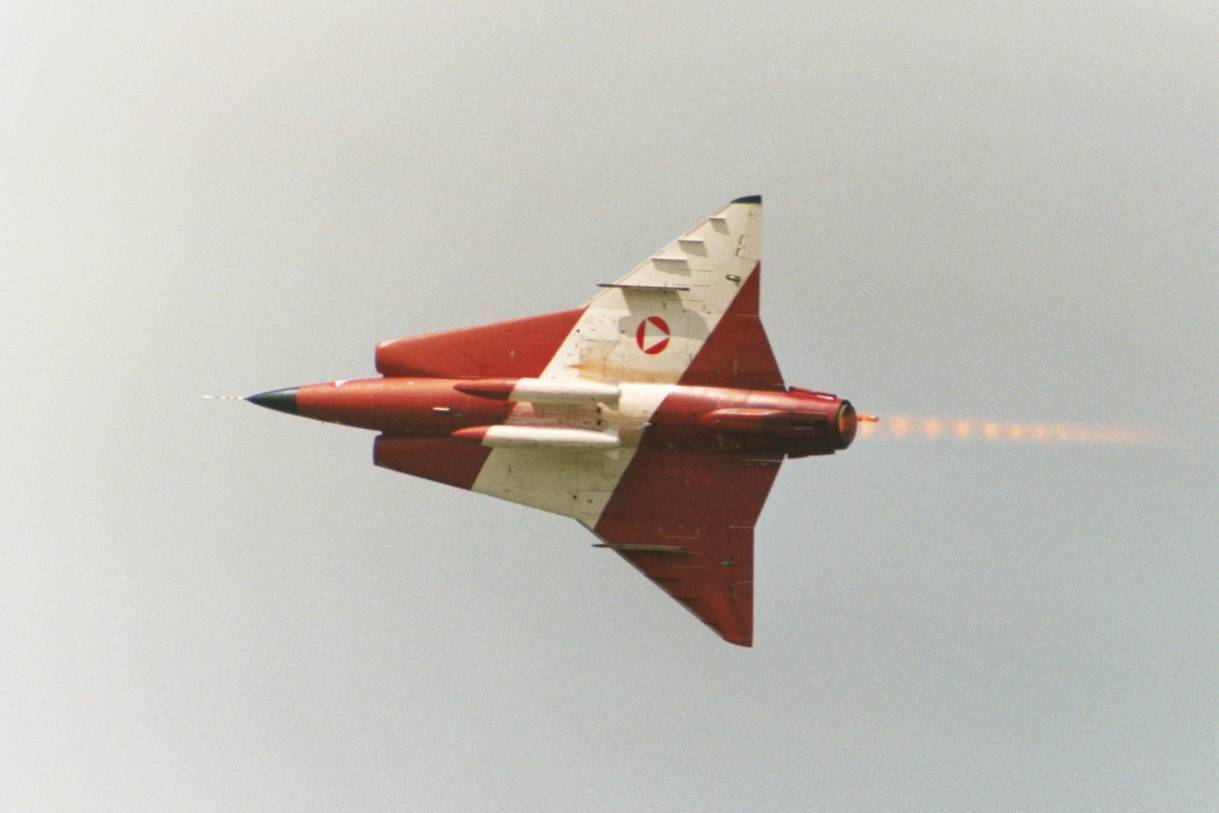
Płat o krańcowo małym wydłużeniu w samolocie Saab J35 Draken

Płat o krańcowo dużym wydłużeniu w samolocie Rutan Voyager

Płaty o wysokim wydłużeniu posiadają niską cięciwę skrzydła i cechują się niskim oporem indukowanym – z tego względu chętnie są stosowane w szybownictwie.
W samolotach duże wydłużenie płata przyczynia się do mniejszej prędkości lądowania, dobrego wznoszenia, wysokiego pułapu lotu – łatwo jest uzyskać cechy STOL. Przykładem takiej konstrukcji jest An-28 i polska modernizacja tej maszyny – PZL M28, samoloty francuskiej firmy Hurel Dubois, Lockheed U-2.
Płaty o niskim wydłużeniu są stosowane w samolotach osiągających duże prędkości (np. F-104).

## Zdjęcia

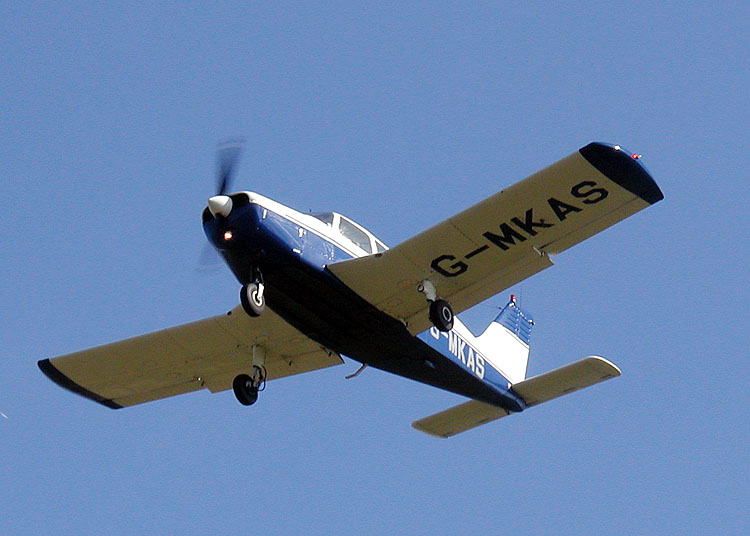
Płat o małym wydłużeniu w samolocie Piper PA-28 Cherokee
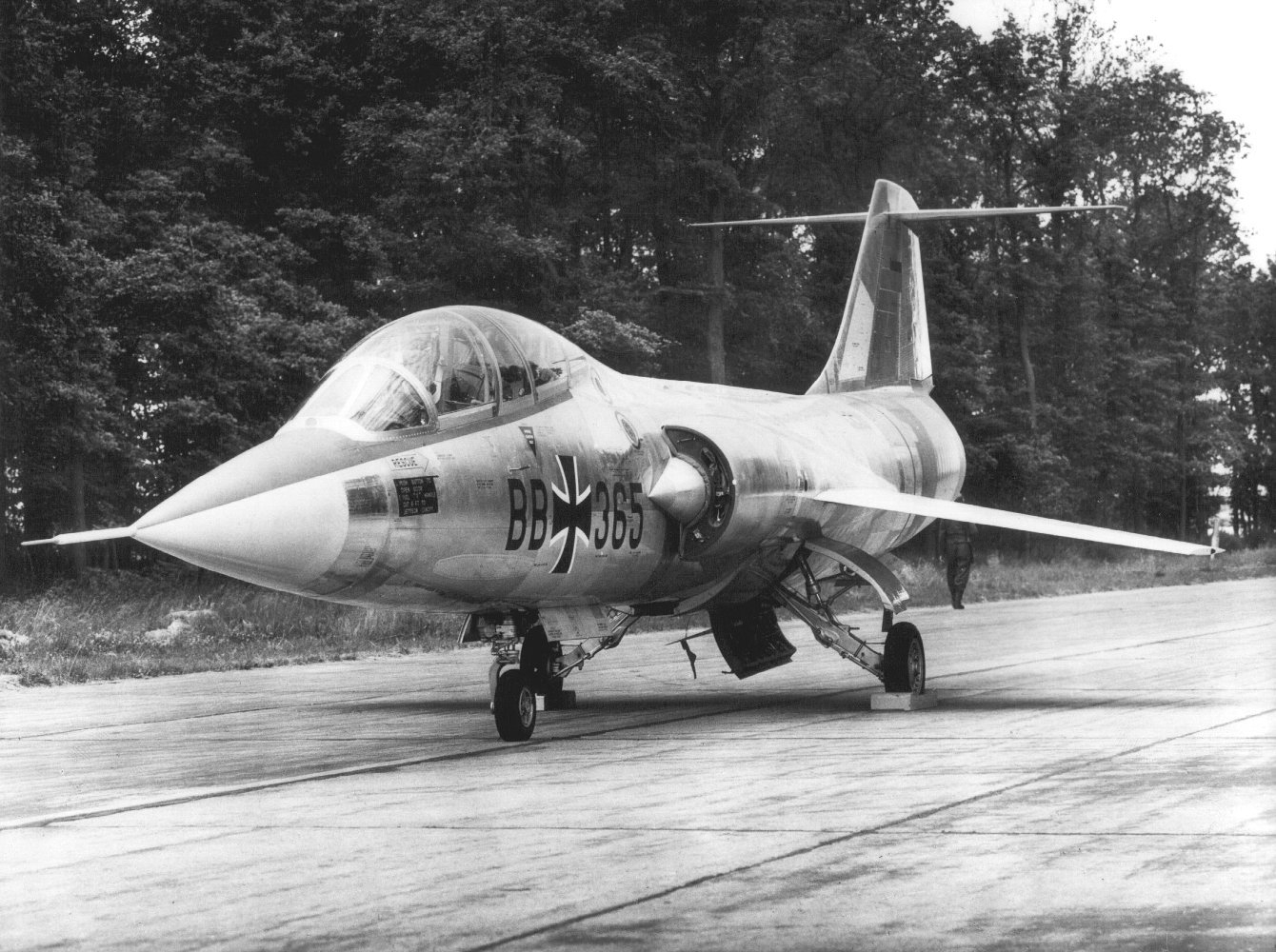
Płat o małym wydłużeniu w samolocie F-104
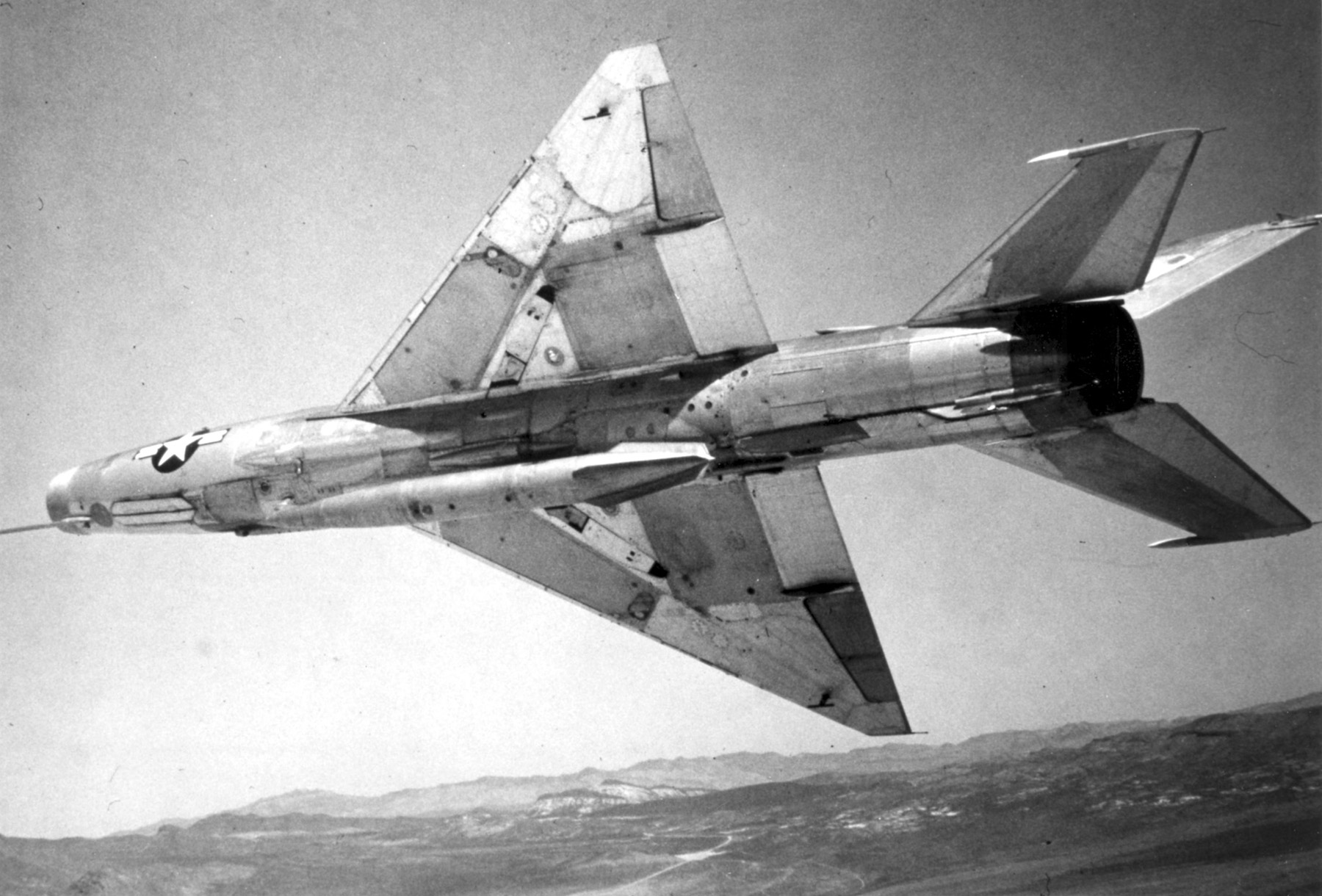
Płat o małym wydłużeniu w samolocie MiG-21
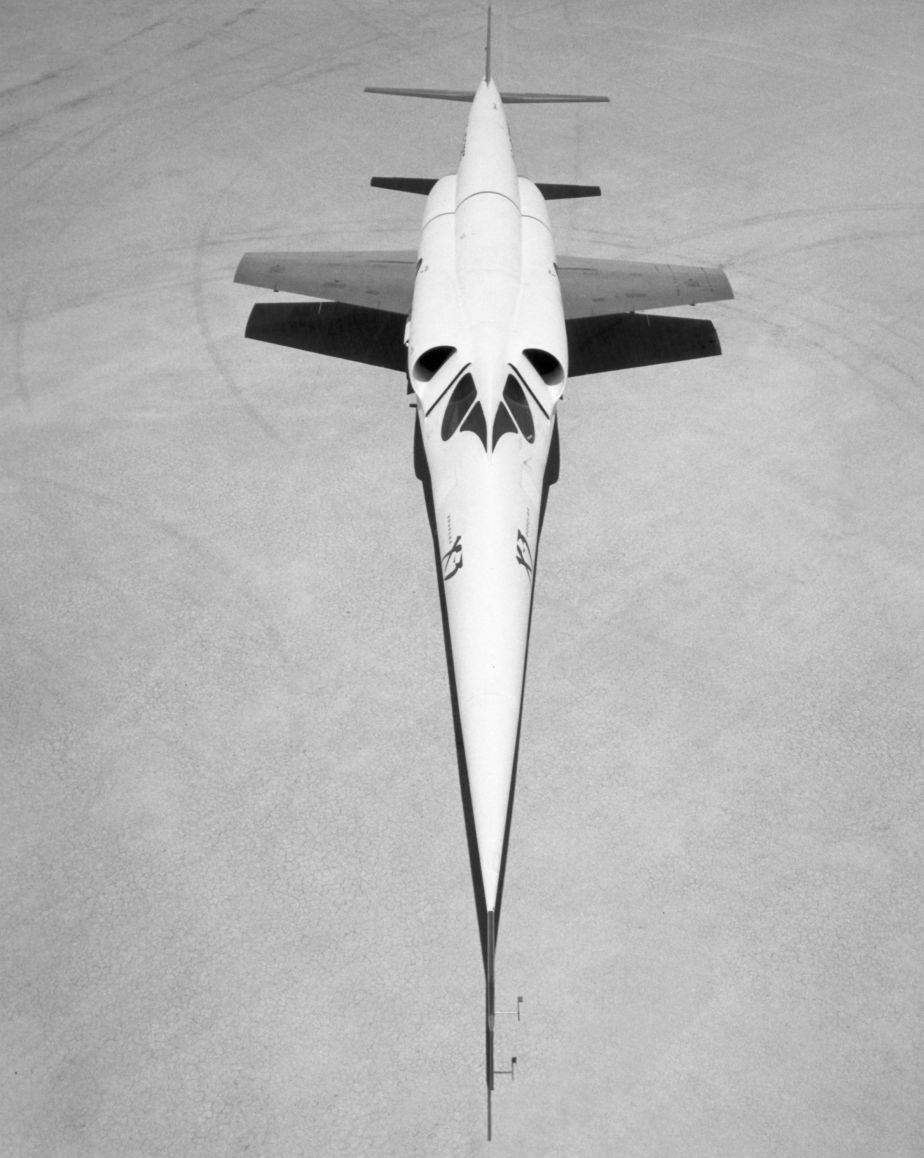
Płat o małym wydłużeniu w samolocie X-3
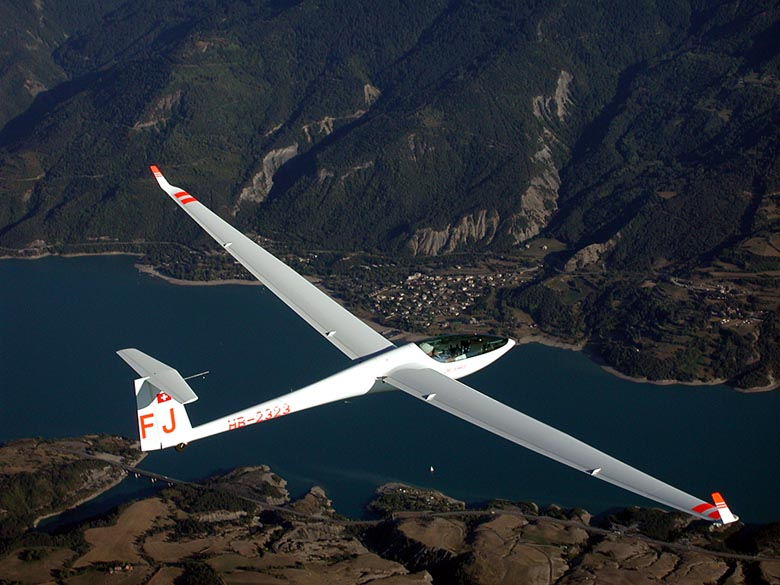
Płat o dużym wydłużeniu w szybowcu Glaser-Dirks DG-808
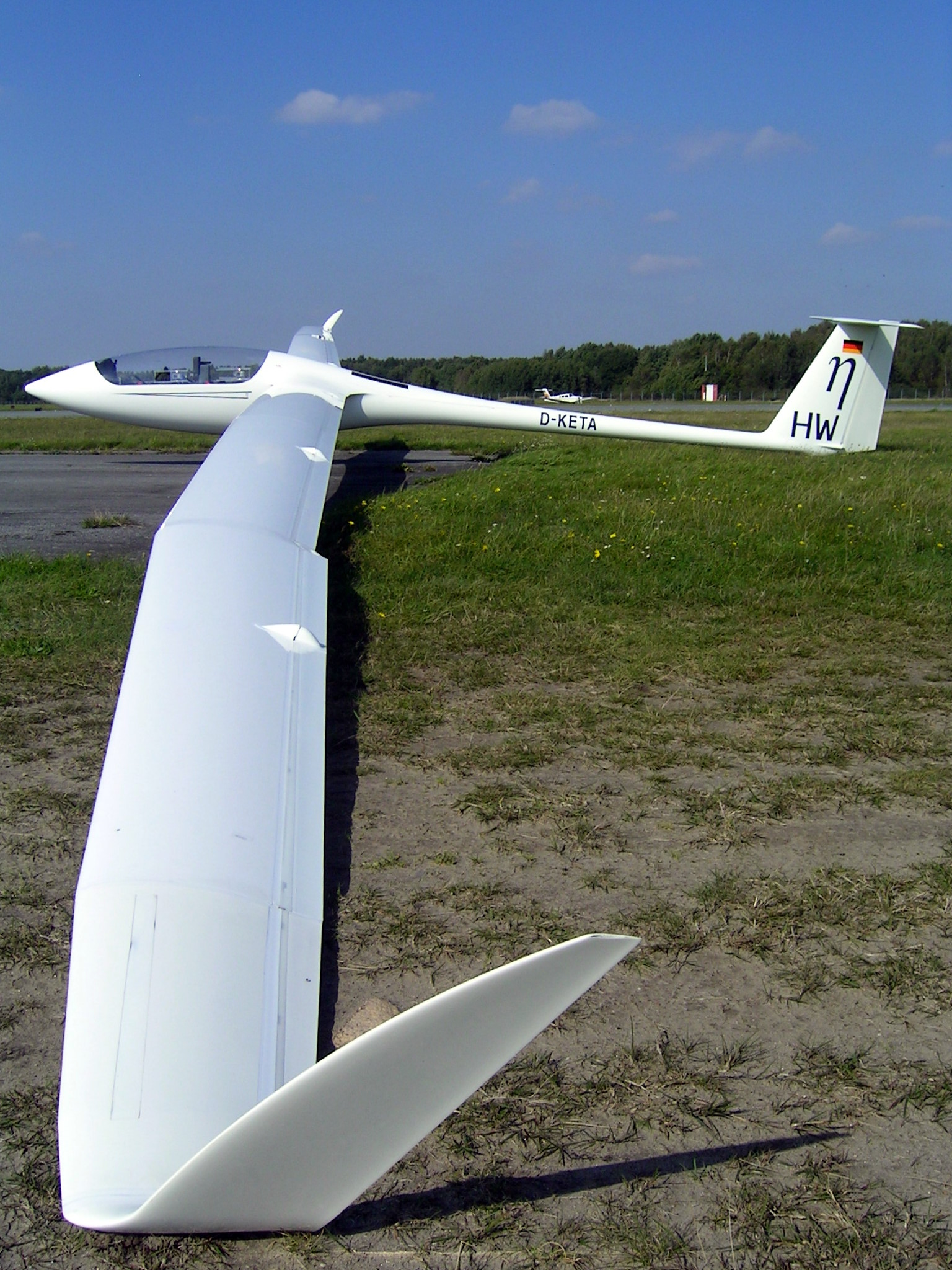
Płat o bardzo dużym wydłużeniu w szybowcu Eta
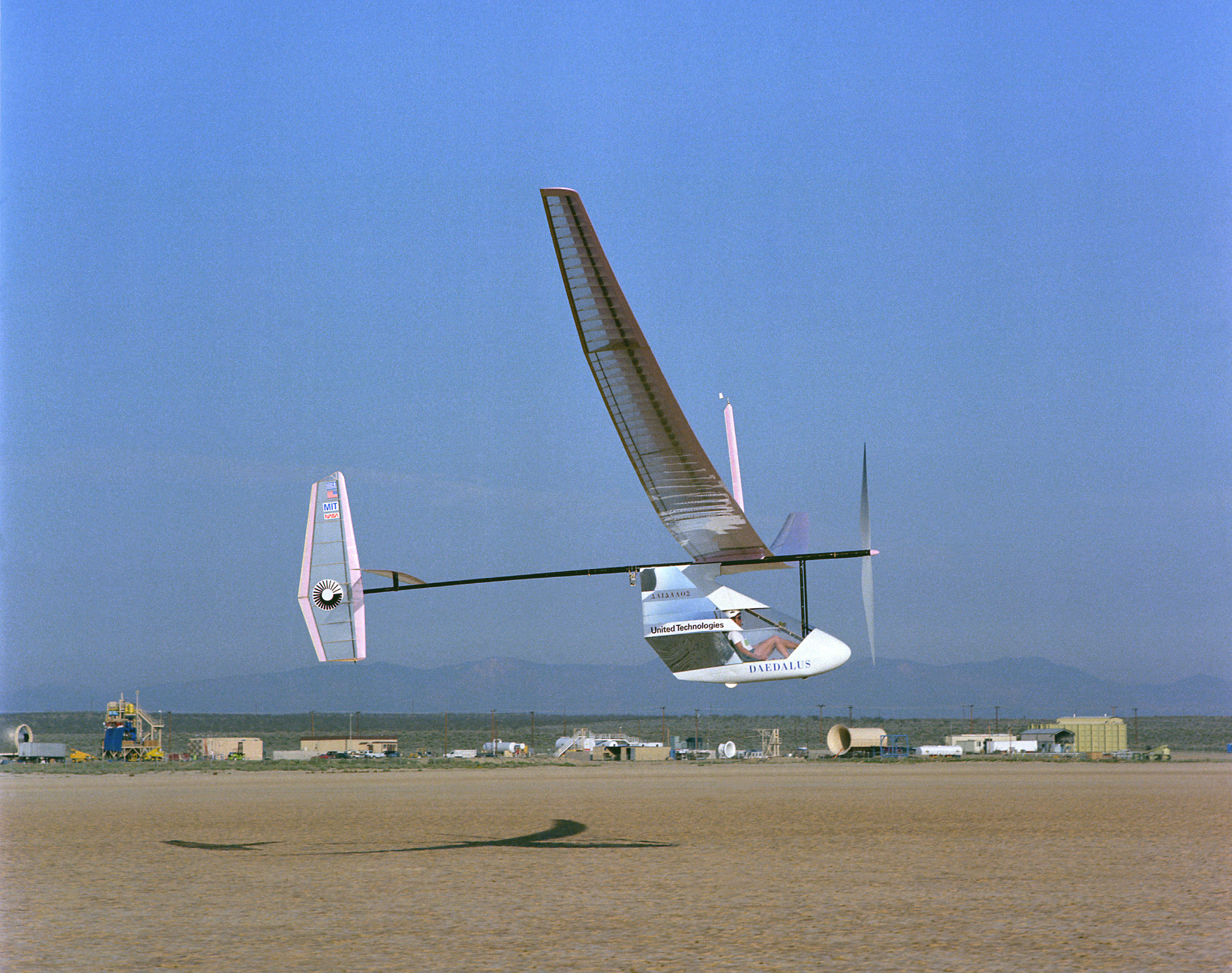
Płat o bardzo dużym wydłużeniu w mięśniolocie Daedalus
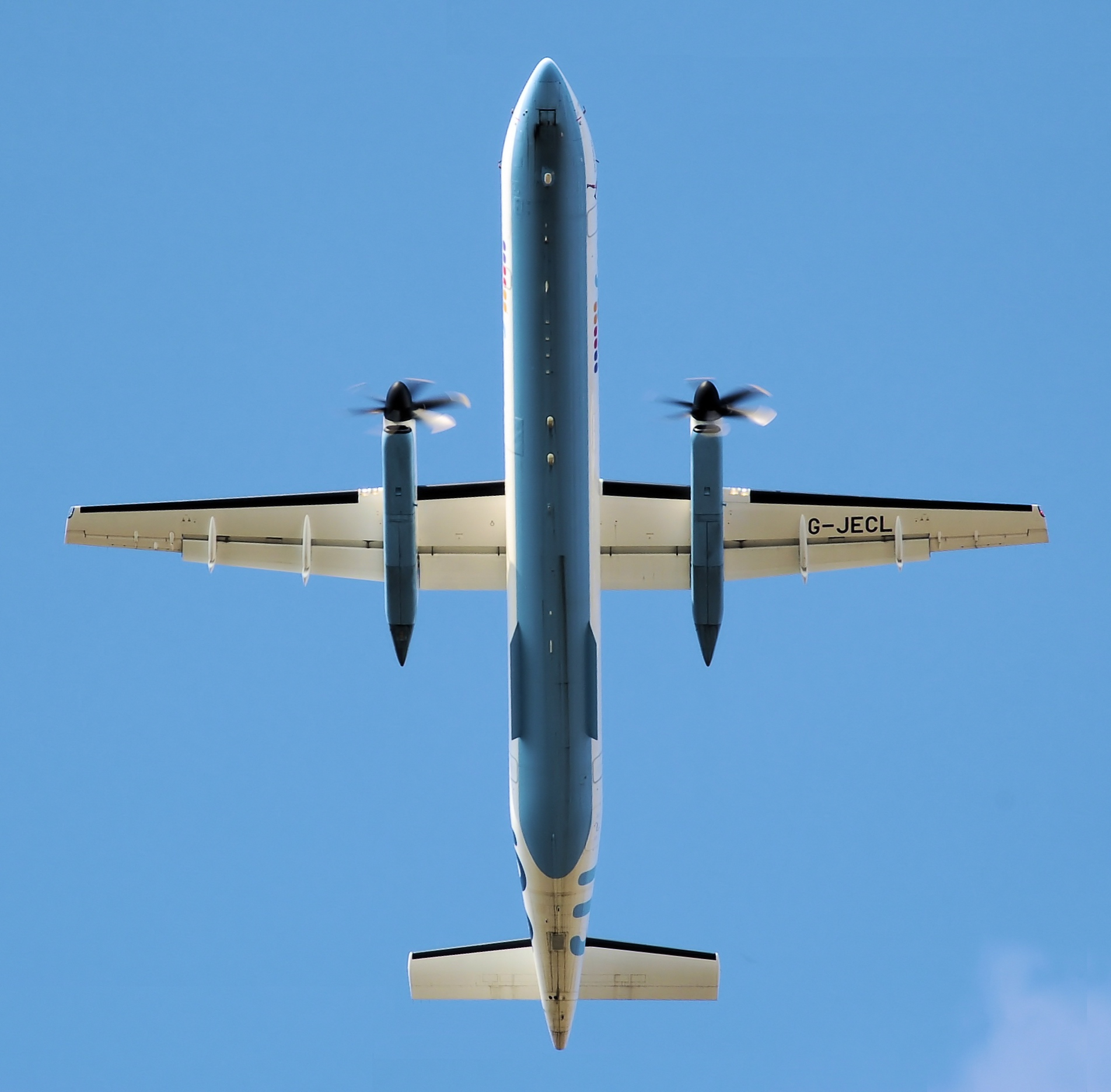
Płat o dużym wydłużeniu w samolocie Dash 8 Q400
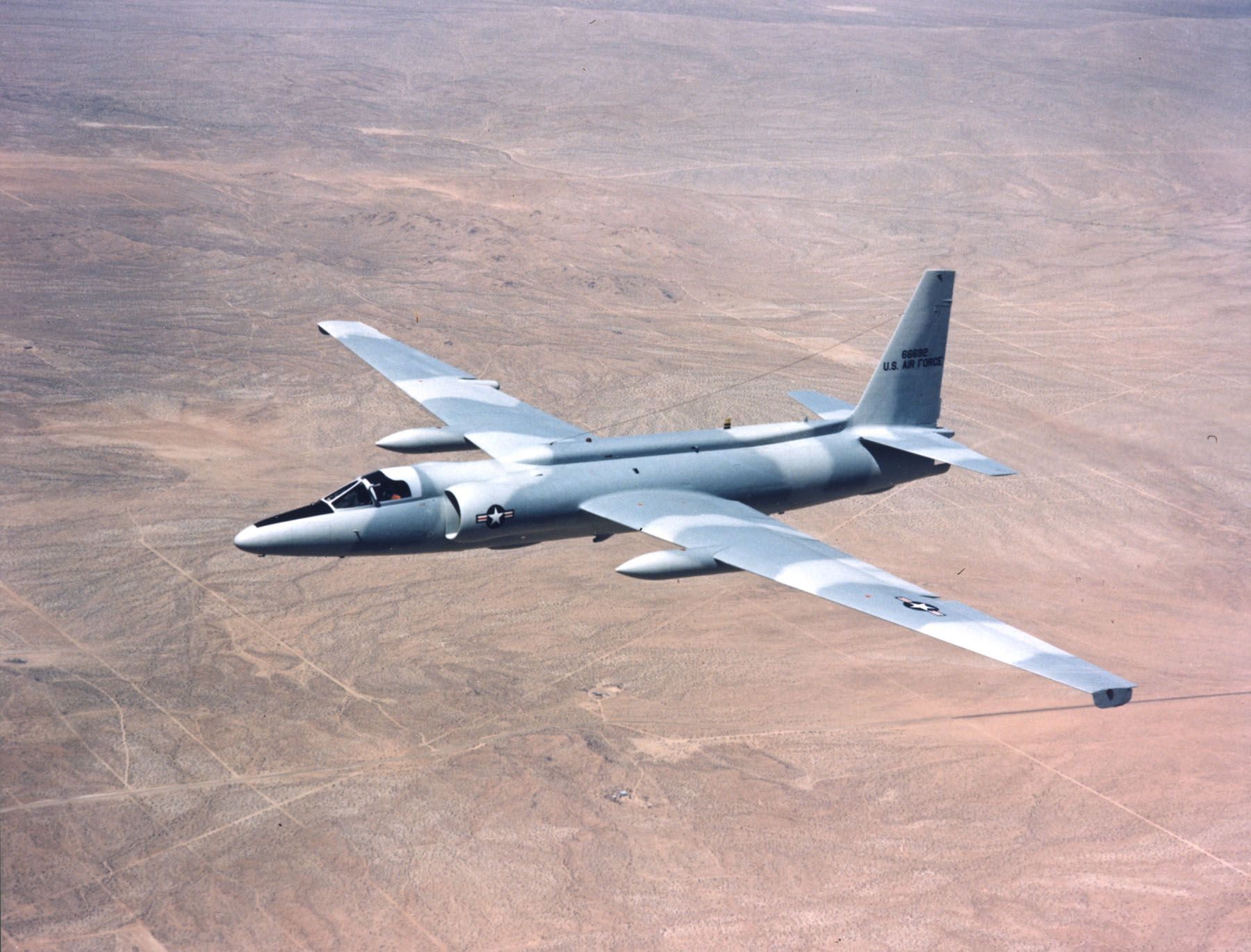
Płat o dużym wydłużeniu w samolocie Lockheed U-2
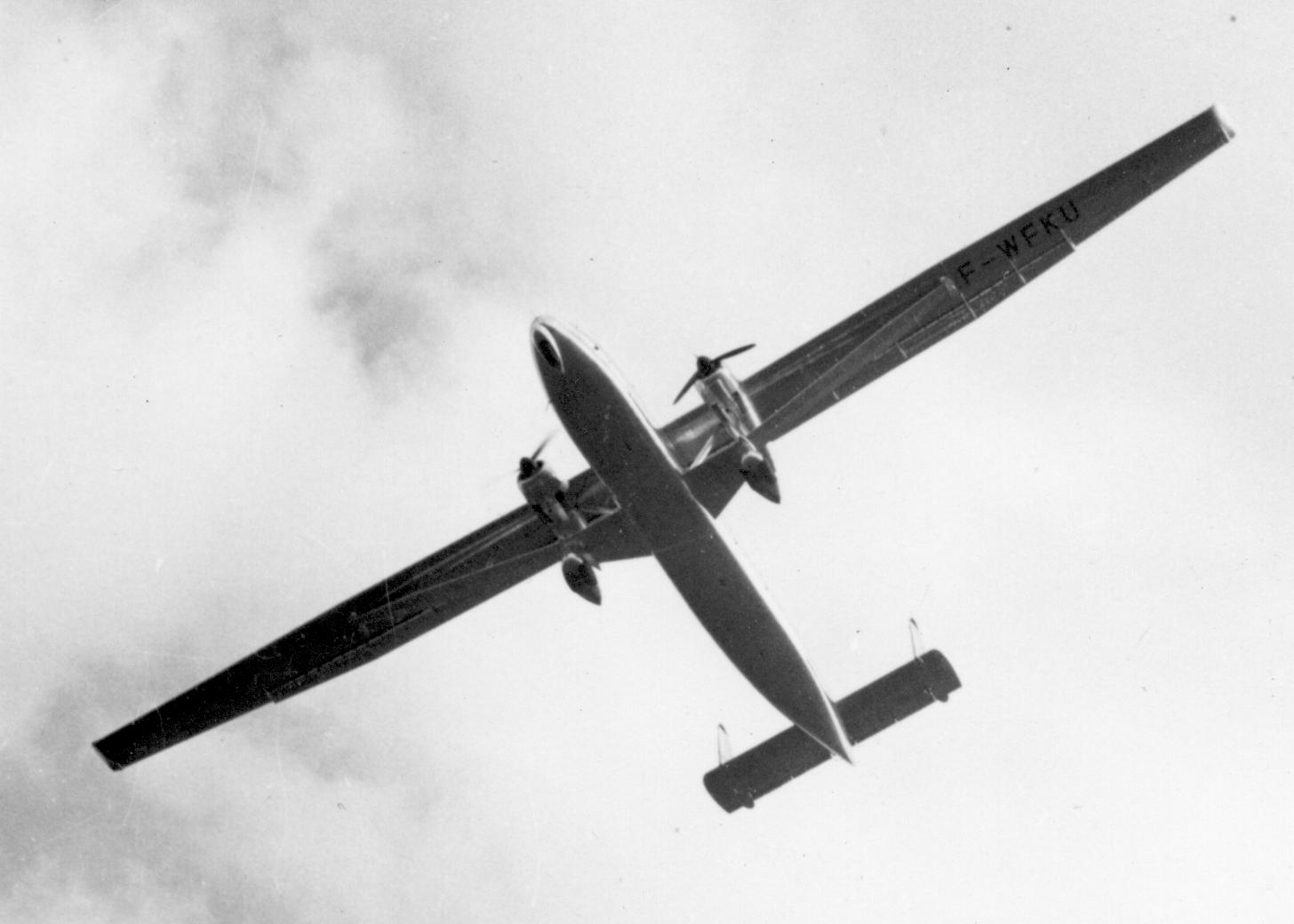
Płat o bardzo dużym wydłużeniu w samolocie Hurel Dubois HD31